# Estación de Villabona-Tabladiello
Villabona-Tabladiello (Tabladiello según la nomenclatura de Renfe) es un apeadero ferroviario situado en el lugar de Tabladiello, en el municipio español de Llanera, en el Principado de Asturias. Forma parte de la línea C-1 de Cercanías Asturias. 

## Situación ferroviaria
La estación se encuentra en el punto kilométrico 155,379 del tramo León-Gijón, de la línea férrea de ancho ibérico que une Venta de Baños con Gijón a 104 metros de altitud. El tramo es de vía doble y está electrificado.

## La estación
En 1874, cuando se inauguró el tramo Pola de Lena-Gijón de la línea que pretendía unir León con Gijón por parte de la Compañía de los Ferrocarriles de Asturias, Galicia y León, no existía ninguna parada en la zona. La situación cambió en 1992 cuando se abrió el Centro penitenciario de Asturias ya que para facilitar el acceso al mismo se construyó un sencillo apeadero formado por dos andenes laterales que se inauguró en 1995.

## Servicios ferroviarios

### Cercanías
Forma parte de la línea C-1 de Cercanías Asturias. Es de hecho el único servicio ferroviario con parada en la estación ya que los trenes de Media Distancia no lo hacen. La unen con Gijón y Oviedo trenes cada 30 minutos los días laborables, mientras que los sábados, domingos y festivos la frecuencia se reduce a una hora. Hacia Puente de los Fierros solo continúan una decena de trenes  que se reducen a seis los fines de semana porque el resto de trenes finalizan su trayecto en esta estación.
La duración del viaje hacia Oviedo y Gijón ronda los 15 minutos en el mejor de los casos.
| procedencia/destino | < estación | Línea | estación >            | destino/procedencia               |
| ------------------- | ---------- | ----- | --------------------- | --------------------------------- |
| Gijón               | Serín      |       | Villabona de Asturias | Pola de LenaPuente de los Fierros |